# La storia di Buster Keaton
La storia di Buster Keaton (The Buster Keaton Story) è un film statunitense del 1957 diretto da Sidney Sheldon e basato sulla vita dell'attore, regista e sceneggiatore Buster Keaton, il quale aveva venduto i diritti alla Paramount Pictures per la realizzazione.